# Succes (schip, 1897)
De Succes is een salonstoomschip dat in 1897 onder dezelfde naam als stoomsleepboot in Bolnes van stapel liep. Het was toentertijd met een lengte van bijna 40 meter en een stoomvermogen van omgerekend bijna 700 pk een van de grootste en sterkste binnenvaartsleepboten in Nederland. Na langdurig te zijn ingezet als Rijnsleper tussen Rotterdam en Bazel in Zwitserland, kreeg het schip in 1957 de functie van stoom-tankercleaner. Het schip werd uiteindelijk rond 1970 voor de sloop opgelegd. Na ruim tien jaar wachten op de slopershamer was het tot wrak verworden, maar tussen 1985 en 1994 werd het alsnog gerestaureerd. Het vaart sindsdien als luxe salonboot. In 2012 werd het schip te koop gezet en in 2017 is het verkocht.

## Bouw

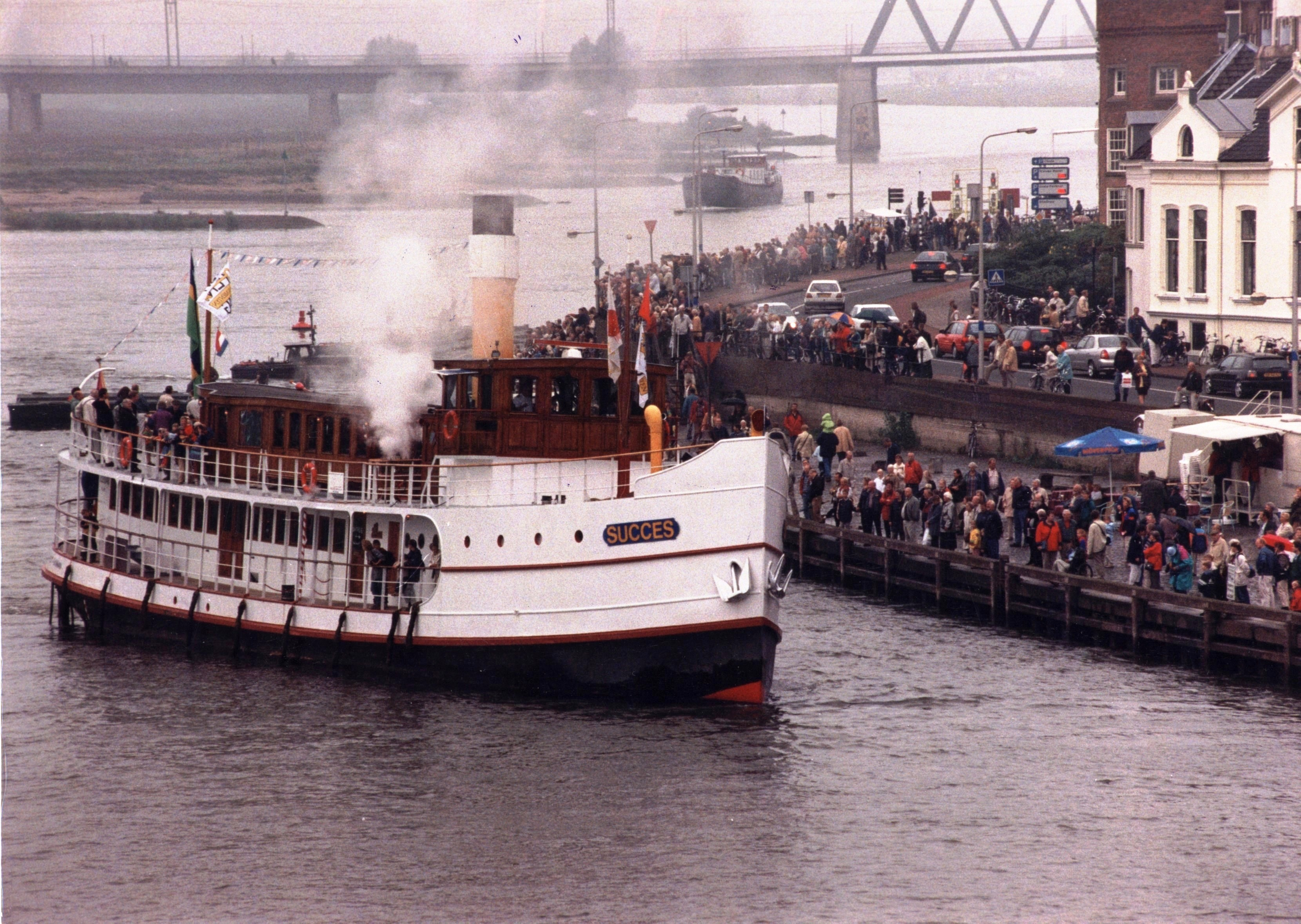
Salonboot Succes in 2001 in Deventer

In 1896 gaf de Fa. Otto Kriens uit Dordrecht de machinefabriek Huiskens en van Dijk in Dordrecht opdracht voor de bouw van een Rijnsleepboot. Het casco werd gebouwd op de scheepswerf van Wed. Boele (P. Boele Pzn) in Slikkerveer onder bouwnummer 393. Het schip werd voorzien van twee driecilinder diagonaalmachines die waren geconstrueerd door Huiskens en van Dijk, en twee stoomketels van Boele & Pot (bouwnummers 22 en 23) met elk een verwarmd oppervlak van 90 m².

## Bouw tot oplegging

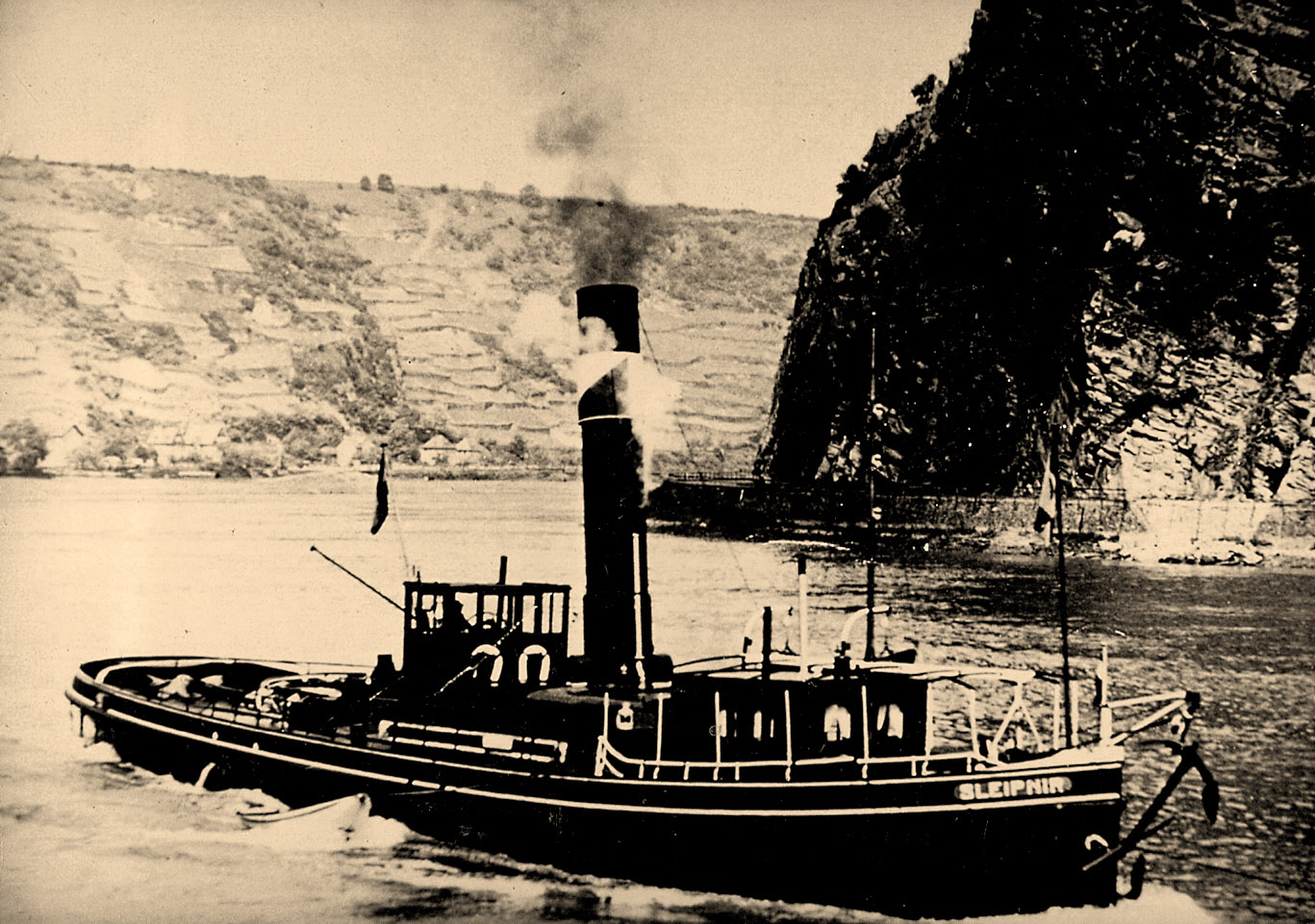
Als stoomsleepboot Sleipnir

In 1897 werd het schip Succes gedoopt en het liep van de helling bij Boele in Bolnes. De eerste eigenaar was Abraham van Dort in Rotterdam. In 1916 ging het schip als Sleipnir over in handen van de Nederlandsche Transport Maatschappij (NTM), die het schip in 1952 verkocht aan de Nederlandsche Rijnvaartvereeniging (NRV). Deze Rotterdamse bedrijven zetten het schip in voor de sleepvaart tussen Rotterdam en het Zwitserse Bazel. De NRV liet de Machinefabriek H.J. Koopman in Dordrecht twee triple-expansie-stoommachines plaatsen uit 1915. Deze leverden beide een druk van 250 psi, samen goed voor circa 700 pk.
In 1957 kocht het Rotterdamse classificeerbedrijf Vacuüm Cleaning het schip en werd het omgebouwd tot stoom-tankercleaner onder de naam Succes I. Men plaatste een uit 1931 stammende Schotse tweevuurs stoomketel van de Fa. Biesbosch in Dordrecht (werkdruk 15 atmosfeer, 150 m² verwarmd oppervlak, ruim 200 vlampijpen en een inhoud voor 15.000 liter water). De machines werden omgebouwd van kolenstook naar zware stookolie en voorzien van een condensor.

## Sloop en restauratie

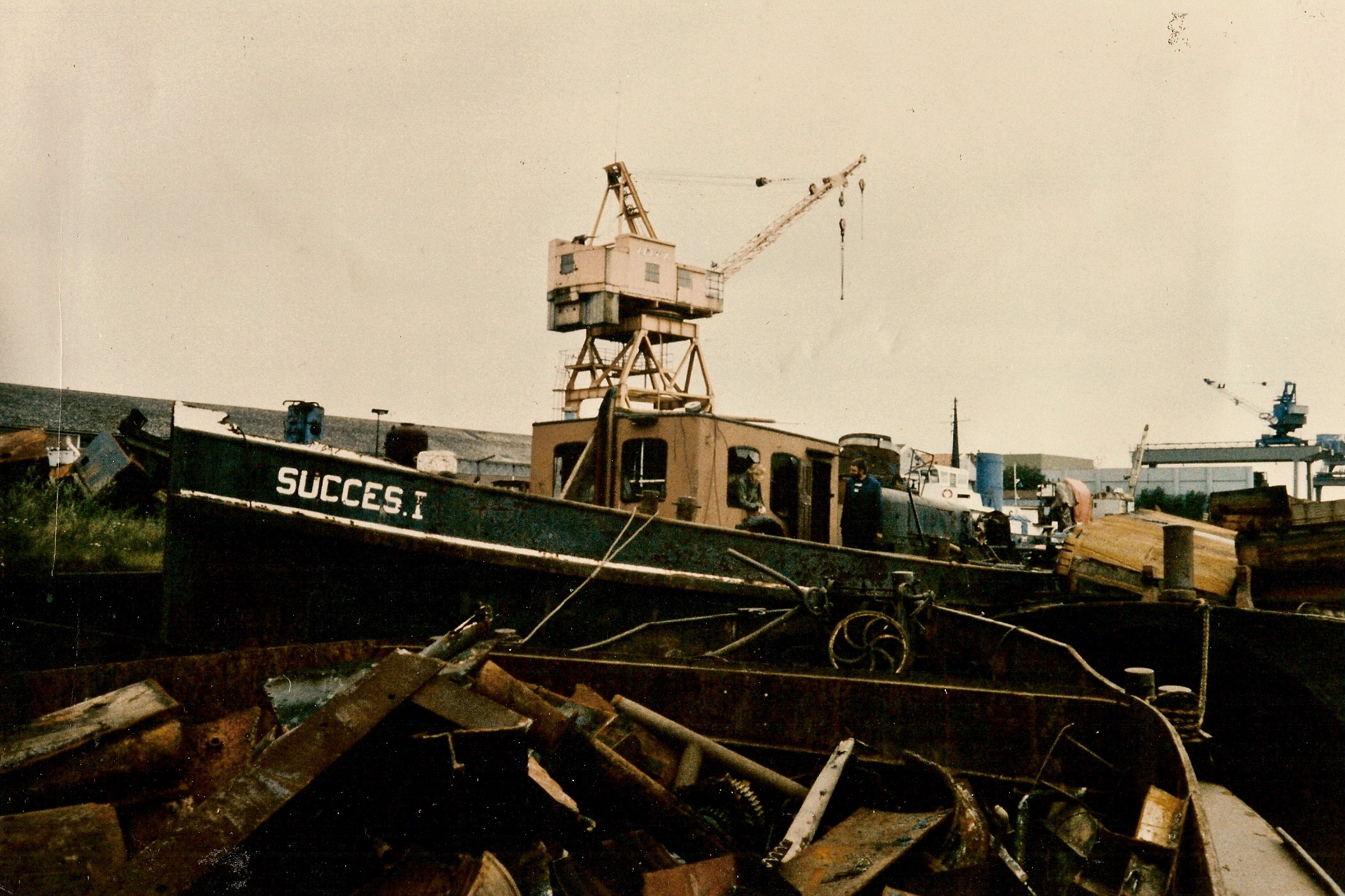
Op de sloop

In 1970 werd het schip opgelegd. Van 1973 tot 1985 lag de Succes bij Rijsdijk-Boss in Hendrik-Ido-Ambacht te wachten op de sloop. Na die jaren op het droge was er niet veel meer van over, maar vooral wegens de stoomtechniek wilde Joop Mos uit Enkhuizen voorkomen dat het schip verschroot zou worden. Hij vond partners voor de restauratie van dit (niet)-varend erfgoed en ging aan de slag.
Tot 1994 werd er gebouwd aan het schip. Het casco werd tot op de waterlijn afgebroken en opnieuw opgebouwd. De stoomkamers werden volledig gerestaureerd en negen jaar later was Succes de oudste en grootste schroefaangedreven salonstomer van Nederland. Met het oog op een nieuw bestaan als nostalgisch passagiersstoomschip met authentiek karakter, kreeg het bij de herbouw onder meer een verhoogde boeg en een tweede dek. De techniek werd geheel gemoderniseerd om onder andere goedkeuring van de Scheepvaartinspectie voor passagiersvaart te krijgen. Later werd de Succes ook voorzien van een dieselmotor met een eigen derde schroef(as), zodat er zowel op stoom als met een dieselmotor kan worden gevaren. Tegelijkertijd werden de branders van de stoomketel geschikt gemaakt voor het stoken van dieselolie in plaats van zware stookolie.
De Succes is herbouwd op het oorspronkelijke stalen casco, met een opbouw in de stijl van de Bosman, een veerschip dat van 1915 tot circa 1936 dienstdeed op de route Enkhuizen-Stavoren. De inrichting met veel koper, kristal, teak en leer verwijst naar de luxueuze passagiersschepen uit begin 20e eeuw. In de salon hangt een grote kristallen kroonluchter die afkomstig is uit de 1e-klasse-salon van de Willem Ruys.

## Na de herbouw
De restauratie werd zonder subsidies of bijdragen van derden uitgevoerd en kostte veel geld, evenals de instandhouding van de Succes. In 1996 besloot een nieuwe eigenaar, Walter van den Broek uit Marknesse, om de Succes met regelmaat open te stellen voor het publiek. Vanaf toen was het schip te bezoeken tijdens nautische evenementen en stoomfestivals zoals Dordt in Stoom. Het schip was daarmee ongeveer 30 maal per jaar actief.
Het stoomsalonschip Succes heeft een capaciteit van maximaal 110 passagiers. Het voer in opdracht vanuit de thuishaven Almere Haven in Flevoland. Als partyschip is het gecertificeerd voor alle grote binnenwateren, rivieren en stromen in binnen- en buitenland en heeft het een keur van het Lloyd's Register Stoomwezen voor het gebruik van de stoominstallaties. Aan dek van de Succes bevindt zich het stoomorgel Calliope, dat kilometers ver klinkt tijdens evenementen. Het schip is te horen in uiteenlopende geluidsopnamen en muzikale uitvoeringen. De Succes was een officiële trouwlocatie voor onder meer Almere en Kampen.
Vanaf 2012 zocht Walter van den Broek kopers en eind 2016 hoopte de eigenaar er ruim een miljoen euro voor te krijgen via Catawiki. Uiteindelijk is het in 2017 voor een onbekend bedrag geveild door De Valk Yacht Brokers in samenwerking met SchipVeiling.nl en BVA Auctions. De koper was Rederij Belle in Muiden en de inrichting was op dat moment goed voor 110 passagiers.

### Sinterklaas
In 1993 werd de Succes onder de naam Pakjesboot 13 ingezet voor de nationale intocht van Sinterklaas in Ravenstein. De goedheiligman moest volgens het verhaal zijn Pakjesboot 12 in Spanje laten, omdat de spoorbrug over de Maas, de Edithbrug, te laag zou zijn. Er werd voor eenmaal uitgeweken naar de Succes, die door het inklappen van zijn stoompijp en mast wel onder de brug door kon.
In 2021 zag men na 5 december in de reclame van de Jumbo het schip weer vertrekken, aanvankelijk zonder de staf van Sinterklaas.
Verder is de boot ingezet in de tv-serie De Club van Sinterklaas en de romantische sinterklaasfilm Pak van mijn hart.

## Tijdlijn
NRV = Nederlandsche Rijnvaartvereeniging NV.
Bron voor de mutaties tot 1996: Binnenvaart.eu.

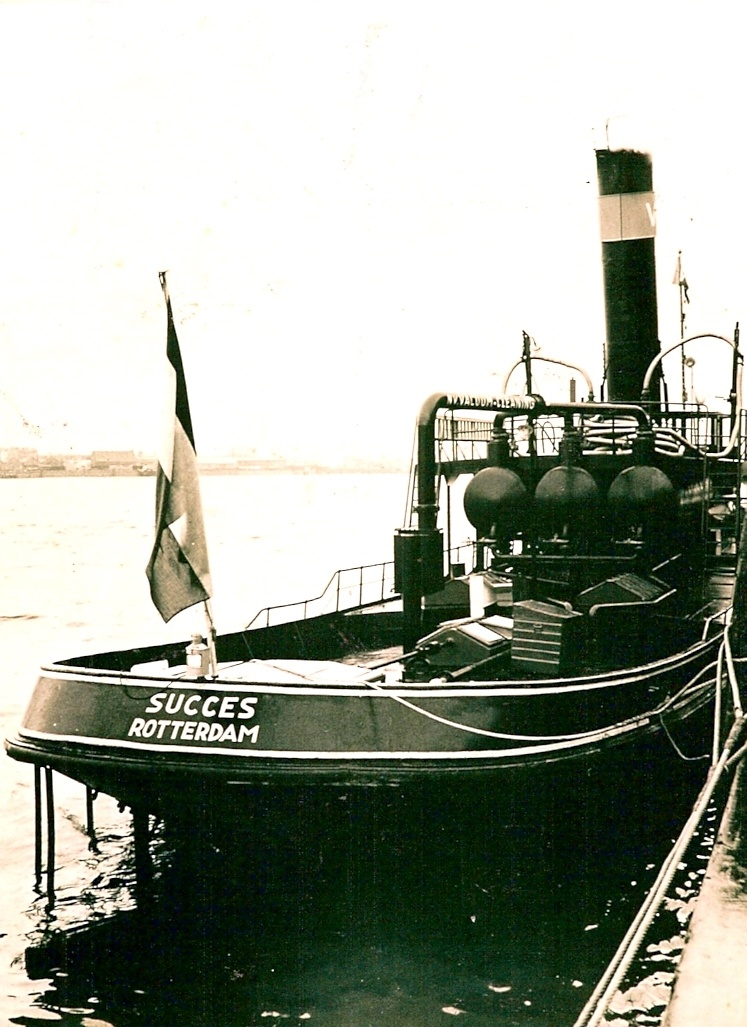
Als tankercleaner, met stoomketels en leidingen op het achterdek voor het schoonmaakwerk

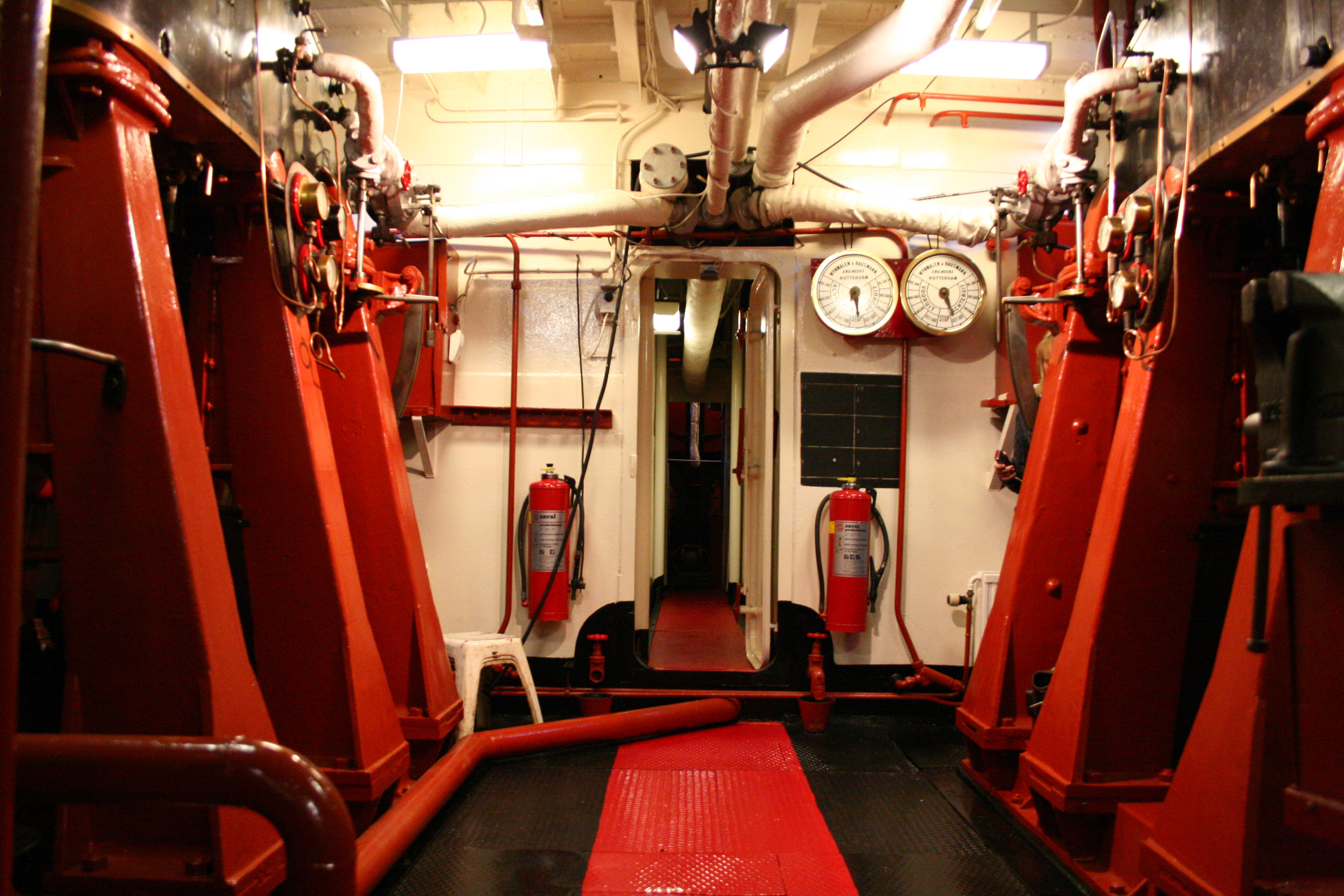
Stoomtechniek in de machinekamer

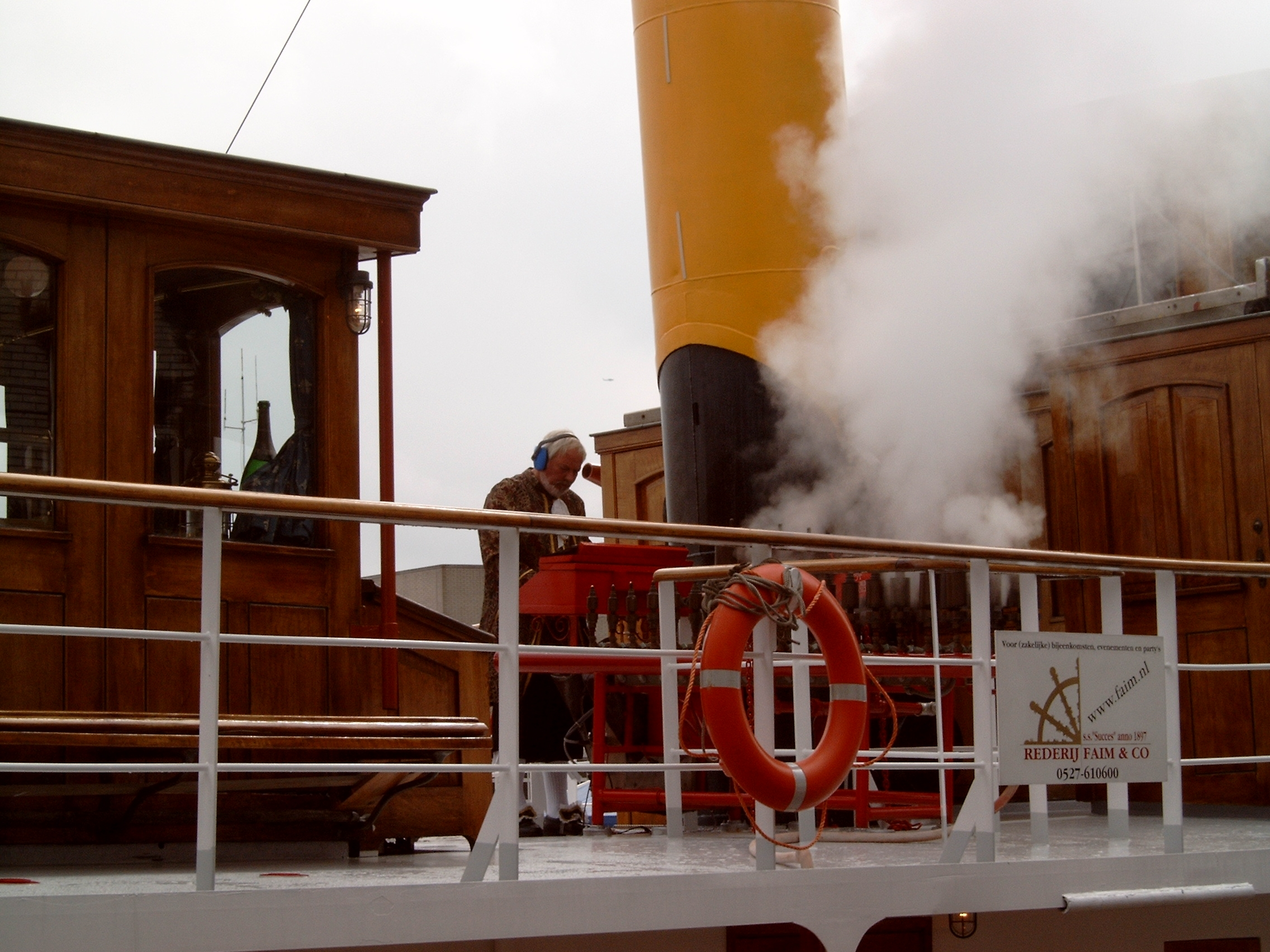
Stoomorgel aan dek

| Datum | Naam     | Eigenaar                                | Rederij | Plaats              |
| ----- | -------- | --------------------------------------- | ------- | ------------------- |
| 1897  | Succes   | A. van Dort                             |         | Rotterdam           |
| 1910  | Succes   | Succes Rijnsleepboot NV                 |         | Rotterdam           |
| 1916  | Sleipnir | Nederlandsche Transport Maatschappij NV | NRV     | Rotterdam           |
| 1952  | Sleipnir | NRV                                     | NRV     | Rotterdam           |
| 1955  | Succes 1 | Vacuum Cleaning NV                      |         | Rotterdam           |
| 1976  | Succes 1 | A. Rijsdijk & Zn BV                     |         | Hendrik-Ido-Ambacht |
| 1985  | Succes   | M. & K. Stremcharters                   |         | Lemmer              |
| 1996  | Succes   | W.E. van den Broek                      |         | Almere Haven/Kampen |
| 2017  | Succes   | Rederij Belle                           |         | Muiden              |